# Manifesto berbero
Il Manifesto Berbero fu un documento di 22 pagine redatto il 1º marzo 2000 in Marocco da un gruppo di 229 intellettuali, burocrati e attivisti berberisti guidati da Mohamed Chafik. La redazione del documento rappresentò l'apice dell'attivismo berberista in seguito alla sua rinascita negli anni 1990. Le richieste del manifesto furono simili a quelle della Carta di Agadir redatta nel 1991 e condannò il dominio esclusivo dell'identità arabo-islamica e l'emarginazione vissuta dalla componente berbera in Marocco, rivendicando il riconoscimento ufficiale della lingua berbera e la sua integrazione in campo educativo e amministrativo. Il manifesto, pur muovendo accuse nei confronti dello Stato e del makhzen, evitò di esprimere retoriche contro la monarchia, presentata come vittima della politica, o contro l'Islam, esaltando le affinità tra le tradizionali assemblee politiche berbere e quelle del profeta Maometto e includendo vari riferimenti a Dio e al Corano. Una copia del manifesto fu mandata al palazzo reale e due mesi dopo i firmatari si riunirono a Bouznika, dove elessero un consiglio. L'iniziativa e le dimostrazioni che ne conseguirono, incoraggiate anche dagli eventi della primavera nera nella vicina Algeria, portarono il re Muhammad VI nel 2001 a stabilire l'IRCAM, ente incaricato alla salvaguardia della cultura berbera.